# Evangelische Kirche (Hofen)

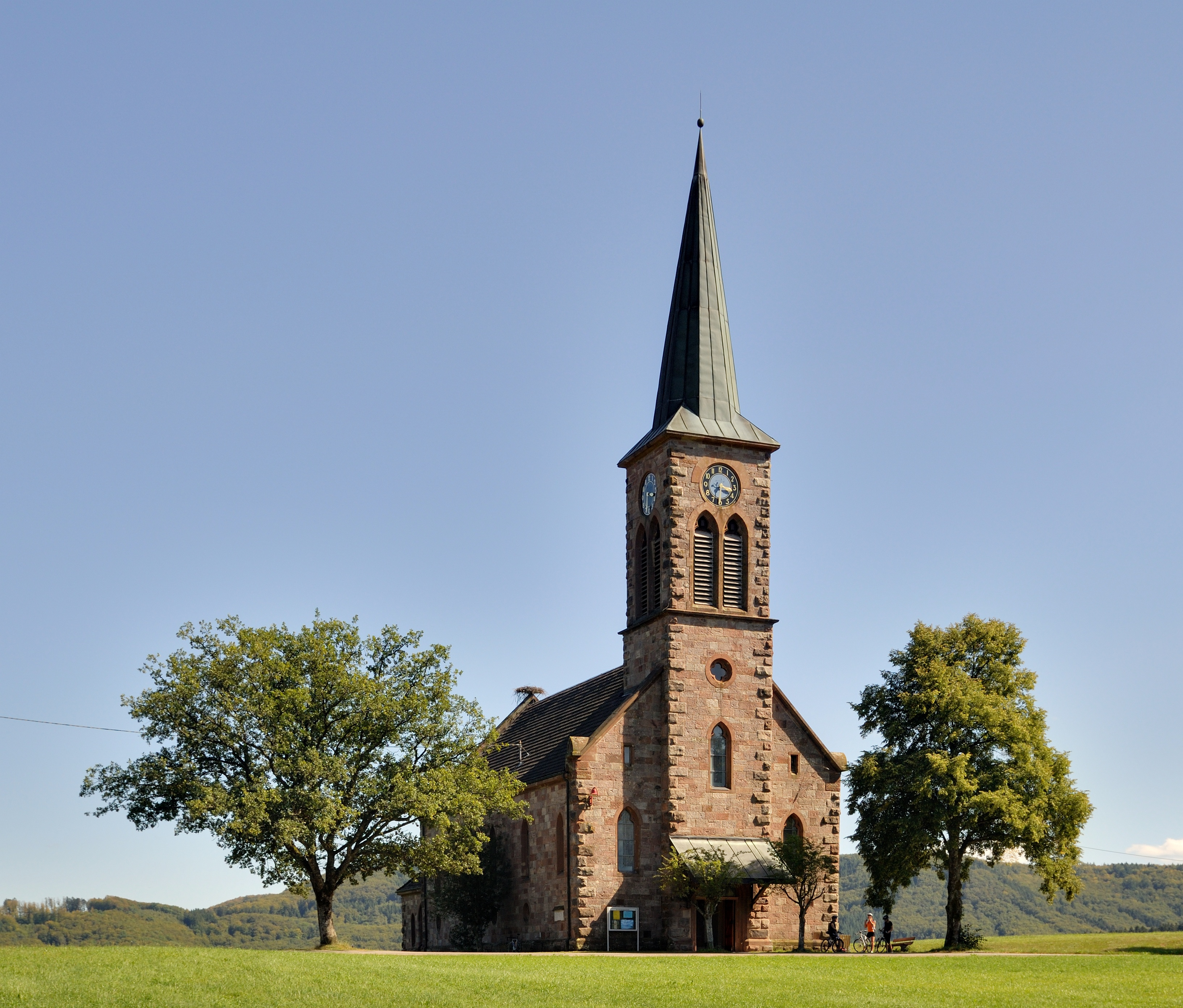
Evangelische Kirche Hofen

Die Evangelische Kirche Hofen steht in der zum Ortsteil Schlächtenhaus zugeordneten Siedlung Hofen der Gemeinde Steinen. Sie wurde in den 1890er Jahren im neugotischen Stil errichtet. Die Evangelische Kirche Hofen wird auch für Konzerte genutzt.

## Geschichte
Bereits 1877 bestand ein Vorschlag, in Hofen eine Kirche zu errichten. Dies konnte jedoch erst in den Jahren 1890 bis 1891 umgesetzt werden, nachdem man sich entschlossen hatte, die Klosterkirche Weitenau nicht mehr für Gottesdienste zu verwenden. Die Kirche gehört zur evangelischen Pfarrgemeinde Vorderes Kleines Wiesental.

## Beschreibung

### Lage und Kirchenbau
Die Kirche steht auf einem ansonsten unbebauten Grundstück auf der Passhöhe Hofener Buck (rund 427 Meter Höhe) zwischen Schlächtenhaus und Weitenau, südlich des Ortseingangs von Hofen. (→ Liste der Pässe im Landkreis Lörrach)
Die Kirche besteht aus einem rechteckigen Langhaus mit Satteldach. Im Osten befindet sich der Chor, an die sich nördlich und südlich (Sakristei) zwei Anbauten anschließen. An den Längsseiten des Langhauses befinden sich je fünf spitzbogige Fenster. 1974 wurden neue Fenster eingebaut, die von Johannes Schreiter gestaltet wurden.
Im Westen erhebt sich der dreigeschossige Glockenturm, der leicht aus der Fassade hervorspringt. Im oberen Stockwerk befinden sich zu allen Seiten zwei spitzbogige Klangarkaden, darüber ein Zifferblatt der Turmuhr. An der Südseite fehlt das Zifferblatt; sichtbar ist eine kreisförmige  Vertiefung, die dafür vorgesehen ist. Der Turm schließt mit einer eingeknickten, spitz zulaufenden Pyramide und einer Turmkugel.  Das Bauwerk ist aus bossierten Buntsandsteinquadern im neugotischen Stil erbaut. An der Nordseite ist eine Gedenktafel für die Gefallenen des Krieges 1870/71 in die Wand eingelassen.

### Innenraum und Ausstattung

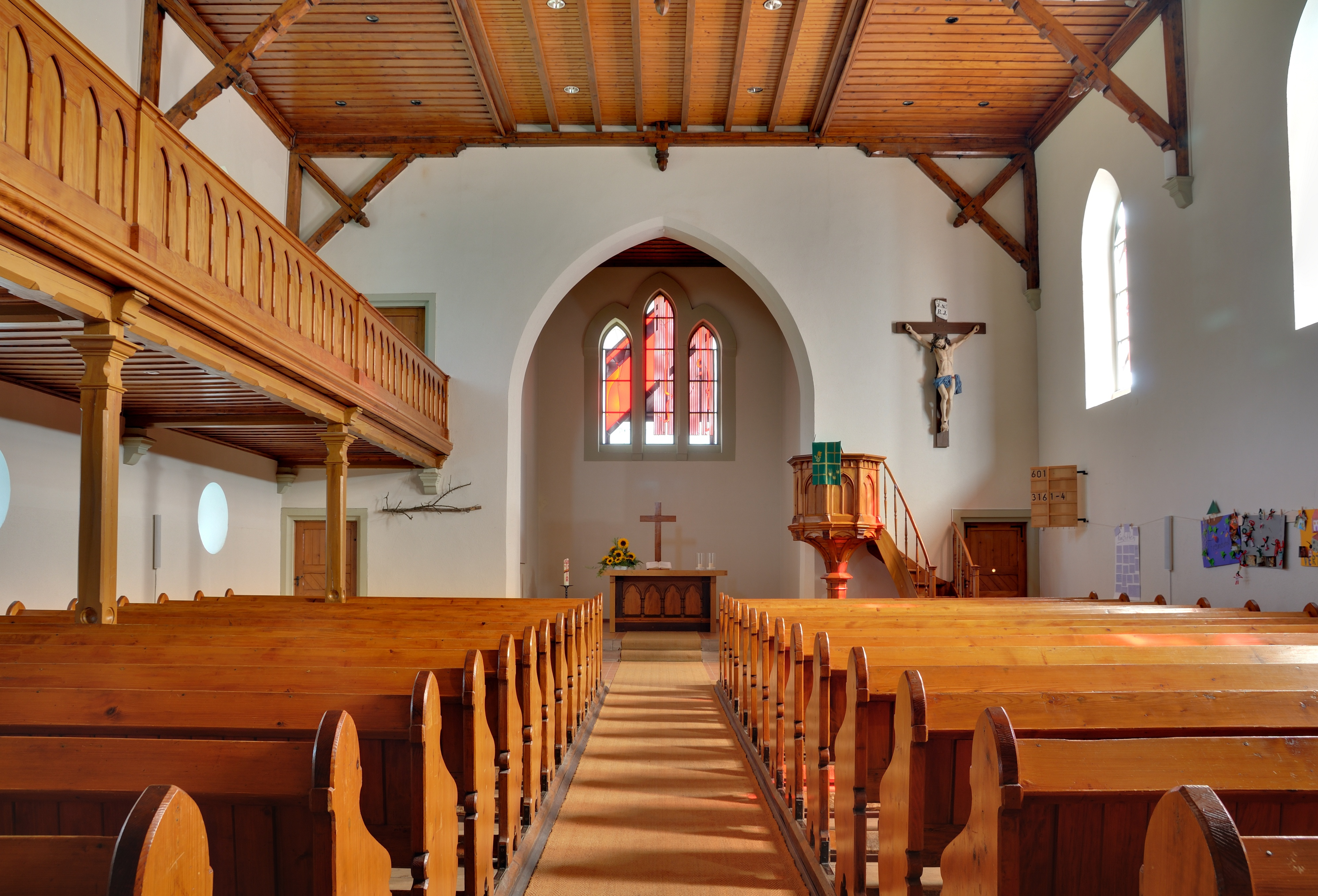
Innenraum in Richtung Chor

Im Innenraum ist der Kirchenraum mit einer flachen Decke eingezogen. Entlang der West- und Nordwand zieht sich eine L-förmige Empore, auf deren Westseite die Orgel aufgestellt ist. Chor und Langhaus sind über einen Triumphbogen miteinander verbunden, an deren rechter Seite eine Kanzel aus Holz aufgestellt ist.

### Glocken und Orgel
Das dreistimmige Geläut der Hofener Kirche setzt sich wie folgt zusammen:
| Name            | Schlagton | Gussjahr | Gießerei              |
| --------------- | --------- | -------- | --------------------- |
| Große Glocke    | es′       | 1949     | F. J. Weule, Bockenem |
| Mittlere Glocke | as′       | 1949     | F. J. Weule, Bockenem |
| Kleine Glocke   | b′        | 1888     | Bachert               |

Die erste Orgel aus dem Jahr 1880 – vermutlich eine Merklin-Orgel – wurde 1969 durch eine  Vier-Orgel ersetzt, die auf der Westempore aufgestellt ist. Das Instrument mit mechanischer Traktur besitzt zwei Manuale mit Schwellwerk, Pedal und 17 Register.
2020 erfolgte eine umfassende Revision durch den Orgelbauer Jens Steinhoff aus Schwörstadt.